# Atalaya de Sierra Encantada
La atalaya de Sierra Encantada es una torre óptica, fechada en el siglo XIV, y situada en el término de Huéscar, provincia de Granada, localizada cartográficamente en M.M.E., E. 1/50.000, hoja 951, cuadrícula 544-545/4.186-4.187.

## Descripción
Se encuentra ubicada en una de las cimas de la Sierra Encantada, de acceso escarpado, en comunicación visual con la Atalaya del Campo-Botardo y el propio núcleo de Huéscar, como parte del sistema defensivo nazarí y cubriendo el camino hacia Murcia.
Es una torre cilíndrica, construida en mampostería sobre una pequeña plataforma. La construcción está realizada en hiladas de piedras muy parejas unidas con argamasa, formando cajones, separados por ripios y lajas, de 33 cm de altura. La torre es maciza, sin estancias interiores, aunque se supone que debió haberlas en el tercio superior, actualmente derruido. Dispone de una puerta-ventana con arco de medio punto y jambas de ladrillo, en parte desaparecidos.